# Lưu Phan
Lưu Phan (chữ Hán: 刘璠, ?- ?), người huyện Tương, Bái (quận) quốc, Duyện Châu , tướng lãnh cuối đời Tây Tấn.

## Cuộc đời và sự nghiệp
Cha là Kinh Châu thứ sử Lưu Hoằng, rất được lòng người ở lưu vực Giang, Hán.
Năm Vĩnh Hưng thứ 3 (306), Lưu Hoằng vào lúc lâm chung sắp đặt mọi việc, có ý giao trả chức vụ về triều đình. Hoằng mất, gặp lúc Thành Đô vương Tư Mã Dĩnh từ Vũ Quan đến Tân Dã, tư mã Quách Mại muốn đón Dĩnh làm chủ. Phan tuân theo di chí của cha, khoác áo tang, soái quân Kinh Châu đuổi đánh Mại. Đôi bên giao chiến ở Trọc Thủy, quân Kinh Châu chém chết Mại. Thái phó Đông Hải vương Tư Mã Việt vẫn nghi ngờ Lưu Hoằng không thực lòng ủng hộ mình, đến nay viết thư tay khen ngợi Phan, dâng biểu xin truy tặng cho Hoằng.
Cao Mật vương Tư Mã Lược thay Lưu Hoằng nắm quyền ở Kinh Châu, không ngăn nổi các lực lượng nổi dậy, nên triều đình hạ chiếu lấy Phan làm Thuận Dương nội sử, lưu vực Giang Hán lại yên. Năm Vĩnh Gia thứ 3 (309), Sơn Giản (con Sơn Đào) thay Lược nắm Kinh Châu, dâng biểu cho rằng Phan được lòng người, sợ quân dân sẽ ép ông lên làm chủ. Vì vậy triều đình triệu Phan làm Việt kỵ hiệu úy. Phan cũng lo mình bị bức bách, nên được chiếu thư, lập tức trang bị gọn nhẹ đi Lạc Dương, sau đó sai người đón cả gia đình. Kiều dân là bọn Hầu Thoát, Lộ Nan hộ tống nhà họ Lưu đến kinh đô, sau đó bỏ đi. Hoằng mất, Phan đi rồi, miền nam đại loạn, lòng người lại nhớ đến Hoằng.
Phan làm đến Bắc trung lang tướng, sử cũ không chép hậu sự của ông.